# Naomi Krauss
Naomi Krauss (* 1967 in Basel) ist eine schweizerisch-israelische Schauspielerin.

## Leben
Krauss liess sich von 1987 bis 1990 an der Schauspielakademie Zürich ausbilden. Sie startete ihre Karriere an der Berliner Schaubühne. Darauf folgten Engagements beim Staatstheater Darmstadt, dem Deutschen Theater Berlin, dem Deutschen Schauspielhaus, bei den Hamburger Kammerspielen und der Volksbühne Berlin.
Ihren ersten Fernsehauftritt hatte Naomi Krauss 1999 in dem Film Lieb mich!, in dem sie gemeinsam mit Julia Richter eine Hauptrolle übernahm. Der Schwerpunkt ihrer schauspielerischen Arbeit verschob sich nun hin zum Fernsehen. Sie war zu sehen in Die Manns, in Schwabenkinder und Was wenn der Tod uns scheidet?, spielte aber auch Rollen im Tatort und bei Polizeiruf 110.
Als Soloprogramm hat Naomi Krauss einen Jiddischen Liederabend zusammen mit dem Schauspieler und Gitarristen Sebastian Christoph Jacob in ihrem Repertoire.
Naomi Krauss lebt in Berlin.

## Filmografie (Auswahl)
- 1999: Lieb’ mich (Fernsehfilm)
- 2000: Nicht ohne dich (Fernsehfilm)[5]
- 2000: Tatort: Bienzle und das Doppelspiel (Fernsehreihe)
- 2000: Die Manns – Ein Jahrhundertroman (Fernseh-Dreiteiler)
- 2002: Tatort: Todesfahrt
- 2002: Tatort: Schützlinge
- 2002: Tatort: Filmriss
- 2003: Polizeiruf 110: Verloren
- 2003: Schwabenkinder (Fernsehfilm)
- 2003: Ein starkes Team – Das große Schweigen (Fernsehserie)
- 2004: Papa und Mama (Fernsehfilm)
- 2005: Herzlichen Glückwunsch
- 2007: Das Kinderheim in der Auguststraße
- 2007: Stubbe – Von Fall zu Fall: Schmutzige Geschäfte
- 2007: Tatort: Sterben für die Erben
- 2007: Wilsberg – Die Wiedertäufer
- 2007: Polizeiruf 110 – Geliebter Mörder
- 2008: Was wenn der Tod uns scheidet?
- 2008: Mein Schüler, seine Mutter & ich
- 2009: The International
- 2010: 8 Uhr 28 (Fernsehfilm)
- 2011: Jorinde und Joringel (Fernsehfilm)
- 2011: Löwenzahn (Fernsehserie, Folge Gehirn – Der vergessene Freund)
- 2012: Kommissar Stolberg (Fernsehserie, Folge Blutsbrüder)
- 2012, 2019: SOKO Stuttgart (Fernsehserie, Folgen: Kindergeburtstag, Liebe, Love & Amour)
- 2013: Nacht über Berlin
- 2013: In aller Freundschaft (Fernsehserie)
- 2014: Let’s go!
- 2014: Der Kriminalist (Folge Rex Solus)
- 2014: Tatort: Vielleicht
- 2014: Glückskind (Fernsehfilm)
- 2017: Die Unsichtbaren – Wir wollen leben
- 2017: Blind & Hässlich
- 2018: SOKO Potsdam (Fernsehserie, Folge Ein dienstbarer Geist)
- 2021: Der Bergdoktor: Alles anders
- 2023: Faraway
- 2023: Rote Rosen (Fernsehserie)
- 2025: Tod in der Bucht – Ein Kreta-Krimi
- 2025: The German

## Hörspiele (Auswahl)
- 1998: Diane Samuels: Überlebensbilder: Kindertransport (Faith) – Regie: Ulrike Brinkmann (Hörspielbearbeitung – NDR)